# Blepharis edulis
Blepharis edulis là một loài thực vật có hoa trong họ Ô rô. Loài này được (Forssk.) Pers. mô tả khoa học đầu tiên năm 1806.